# Pornografía de convento

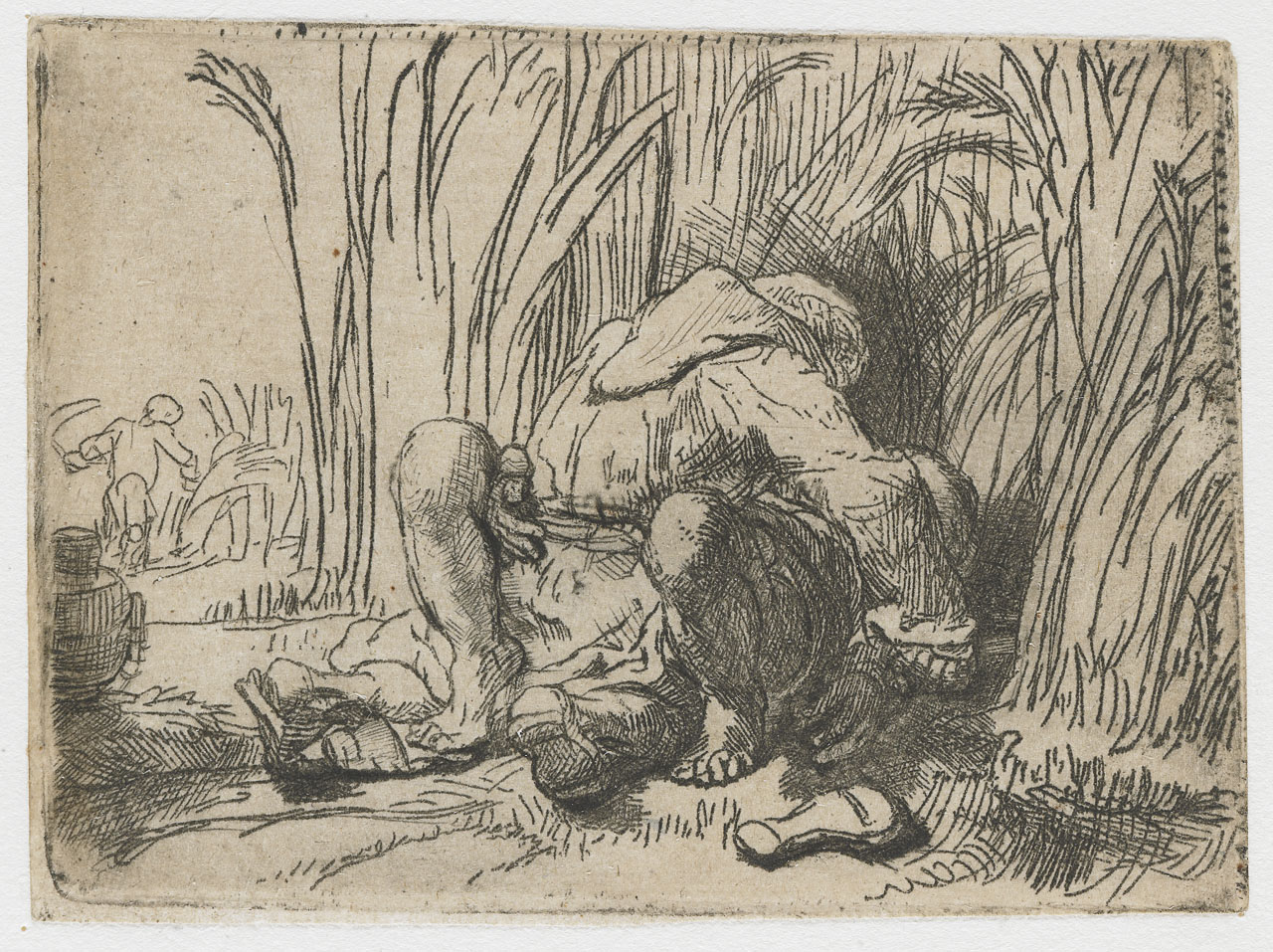
Aguafuerte de Rembrandt titulado El monje en el maizal (c. 1646).

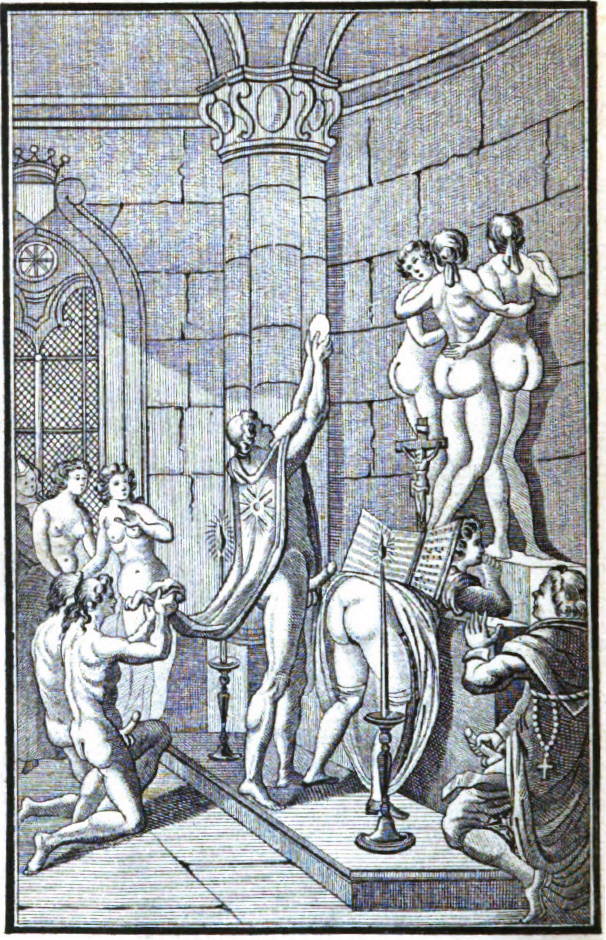
Ilustración de artista desconocido de la novela Justine o los infortunios de la virtud (1797), del marqués de Sade.

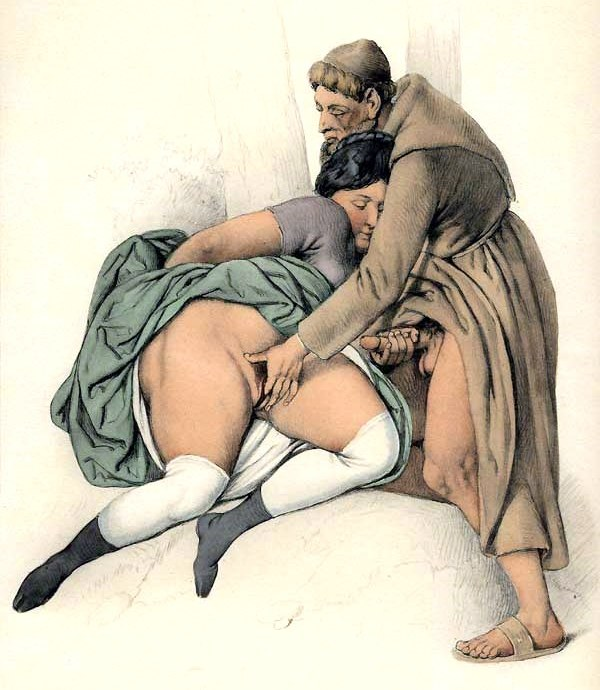
Acuarela de Peter Johann Nepomuk Geiger (1840).

La pornografía de conventos, aunque también se ha catalogado como erótica de convento, erótica de frailes, erótica de curas, erótica de monjes o erótica del clero, incluye diversos elementos culturales como pinturas, esculturas, fotografías, arte dramático, música y escritos que muestran escenas de naturaleza erótica o sexual en las que participan clérigos, monjas y novicias.

## En Europa

### En Francia
Durante la Ilustración, muchos de los librepensadores franceses empezaron a explotar la pornografía como medio de crítica social y sátira. La pornografía libertina era un comentario social subversivo y a menudo se dirigía contra la Iglesia católica y las actitudes generales de represión sexual. El mercado de los panfletos, baratos y producidos en masa, pronto se convirtió en la burguesía, haciendo que la clase alta se preocupara, como en Inglaterra, de que se corrompiera la moral de la clase baja y de los débiles mentales, ya que las mujeres, los esclavos y los incultos eran considerados especialmente vulnerables en aquella época. 
Las historias e ilustraciones (vendidas en las galerías del Palais-Royal, junto con los servicios de prostitutas) eran a menudo anticlericales y estaban llenas de curas, monjes y monjas que se portaban mal, una tradición que en la pornografía francesa continuó hasta el siglo XX. En el periodo previo a la Revolución francesa, la pornografía también se utilizó como comentario político; la reina María Antonieta era a menudo el blanco de fantasías que incluían orgías, actividades lésbicas y la paternidad de sus hijos, y circulaban rumores sobre la supuesta insuficiencia sexual de Luis XVI. Otros textos también aducían al conde de Artois y a la duquesa de Polignac.
Como los aristócratas, los sacerdotes pertenecen al mundo del viejo orden, y su compromiso con la sodomía se opone al amor "sano" de los patriotas [franceses]. Durante y después de la Revolución francesa, se imprimieron las famosas obras del Marqués de Sade. A menudo iban acompañadas de ilustraciones y servían de comentario político para su autor.
Así, en Los 120 días de Sodoma, el marqués de Sade convertía a un obispo en uno de los protagonistas y le regalaba un pene pequeño, lo que reflejaba el grado de desprecio que el autor sentía por la iglesia. Una excepción a esta regla es la novela Le diable au corps de Andréa de Nerciat. Como ocurre con la gran mayoría de la pornografía de la época, los personajes principales de esta novela, publicada póstumamente en 1803, pero escrita presumiblemente antes de 1789, son aristócratas y sacerdotes. Sin embargo, el foco de la novela no era la crítica al antiguo orden, sino el placer físico que experimentan los personajes. Sin embargo, la igualdad enfatizada de diferentes tipos de deseo sexual que contradicen las normas sociales (se describe como la marquesa tiene sexo con un traficante de consoladores, sexo con un esclavo, con un burro...) indica que la novela pertenece a la tradición del materialismo filosófico del siglo XVIII.

### En Reino Unido
En la Inglaterra victoriana, hubo repetidos intentos de regular los conventos y hermandades. El propio deseo de estas comunidades de retirarse del mundo se interpretaba como secretismo, un deseo de ocultar el pecado, generalmente percibido como asociado a la sexualidad. Junto con la retórica anticatólica, la pornografía monástica se utilizó para recordar a la gente los peligros de los muros de los monasterios y la necesidad de un control (masculino). Ejemplos de obras publicadas de este período incluyen Del cura al convento y Las terribles revelaciones de Maria Monk. Entre 1835 y 1850 se vendieron 300 000 ejemplares de The Awful Disclosures.

## En el sudeste asiático

### En Filipinas
El historiador filipino Ambeth R. Ocampo describió que en las islas Filipinas del siglo XIX las partes del cuerpo femenino sexualmente atractivas de la época eran los "brazos desnudos, un buen cuello o nuca" y los "diminutos pies sonrosados". Así lo ejemplificaron los pasajes elegidos por Ocampo de la traducción íntegra al inglés de Soledad Lacson-Locsin del capítulo 25 de la novela en español de José Rizal, el Noli me tangere:

"Por fin, María Clara salió del baño acompañada de sus amigas, fresca como una rosa que abre sus pétalos con el primer rocío, cubierta de chispas de fuego del sol de la madrugada. Su primera sonrisa fue para Crisóstomo (Ibarra), y la primera nube en su frente para el Padre Salvi..." (el Padre Salvi, aunque sacerdote, es admirador de María Clara). "Sus piernas llegaban hasta las rodillas, los amplios pliegues de sus faldas de baño delineaban las graciosas curvas de sus muslos. Llevaban el pelo suelto y los brazos desnudos. Llevaban blusas a rayas de alegres colores... Pálido e inmóvil, el religioso Acteón (es decir, el padre Salvi, que estaba escondido entre los arbustos, actuando como voyeur) observaba a esta casta Diana (es decir, María Clara): sus ojos hundidos brillaban a la vista de sus brazos blancos bellamente moldeados, el grácil cuello que terminaba en una sugerencia de pecho. Los diminutos pies sonrosados que jugaban en el agua despertaban extrañas sensaciones y sentimientos en su empobrecido y famélico ser y le hacían soñar con nuevas visiones en su mente febril".

En My Sad Republic, del autor Eric Gamalinda, se incorporó el género de la erótica como lo que Angela Stuart-Santiago describió como una "pizca de erótica frailera" (también conocida como "erótica sacerdotal") presenciada durante las décadas menguantes del dominio de los frailes españoles en Filipinas. Gamalinda describió la escena de amor entre un párroco español apodado Padre Batchoy y una muchacha nativa como si el fraile estuviera introduciendo una hostia sagrada en los labios del órgano sexual de una chica nativa. Hubo otra escena de amor -durante una cita secreta entre el héroe de la novela, Magbuela, y su amada De Urquiza- en la que (según Stuart-Santiago) De Urquiza hizo una «cosa extraña», levantando un poco la cabeza para dar a Magbuela un mordisco prolongado en el músculo duro y firme situado sobre la clavícula de Magbuela, como si De Urquiza quisiera permanecer para siempre unida al cuerpo de Magbuela.